# Larry Wilcox

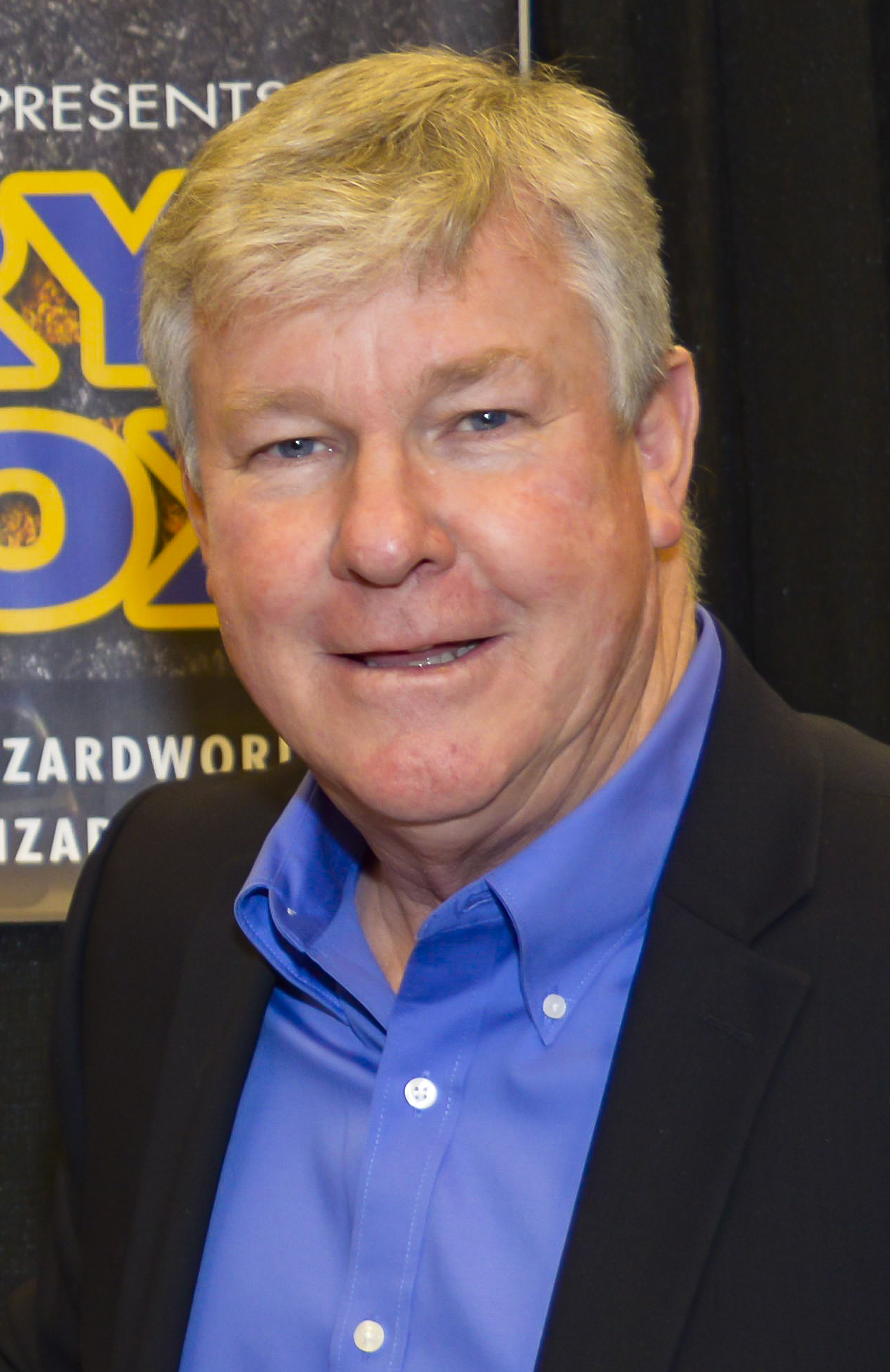
Larry Wilcox (2018)

Larry Wilcox (* 8. August 1947 in San Diego, Kalifornien) ist ein US-amerikanischer Schauspieler, der vor allem durch seine Hauptrolle als Jon Baker in der amerikanischen Polizei-Serie CHiPs bekannt wurde.

## Karriere
Wilcox wurde gemeinsam mit einer Zwillingsschwester in Kalifornien geboren. Nachdem sich seine Eltern hatten scheiden lassen, zog er mit seinem Vater zu seinem Großvater auf dessen Ranch Flying Diamond in Rawlins, Wyoming. Kurz danach starb sein Vater jedoch. Seine Mutter arbeitete als Sekretärin. Nach seinem Abschluss an der High School in Rawlins zog Wilcox nach Los Angeles und jobbte dort neben seinem Schauspielstudium. 1967 trat er dem US Marines Corps Reserve bei und diente 13 Monate in Vietnam. Er arbeitete sich dort bis zum Sergeant hoch. 1970 setzte er seine Schauspielerausbildung in Los Angeles wieder fort.
Bereits während seiner Schauspiel-Ausbildung wirkte er in mehreren Werbespots mit. 1972 erhielt er als Dale Mitchell eine feste Rolle in der bekannten Fernsehserie Lassie. Er blieb der Serie bis 1974 treu, danach spielte er mehrere Gastrollen in Fernsehserien und hatte Auftritte in Fernsehfilmen. 1977 erhielt er die Rolle einer der Hauptfiguren Jon Baker in der erfolgreichen Fernsehserie CHiPs, bei der er bis 1982 blieb – trotz vieler Differenzen mit Erik Estrada, der dort seinen Partner Frank Poncherello mimte. Erst Jahrzehnte später besserte sich das Verhältnis der beiden Hauptdarsteller. Als guter Motorradfahrer, Reiter und Rennfahrer war Wilcox jedoch ausgezeichnet geeignet für die Rolle in der Polizeiserie. So machte er viele Stunts auch selbst, verletzte sich dabei allerdings auch oftmals. 1980 erhielt er pro Folge 25.000 US-Dollar.
Nach seinem Verlassen von CHiPs im Jahr 1982 spielte Wilcox Hauptrollen in mehreren Fernsehfilmen und hatte Gastauftritte in Serien wie Mord ist ihr Hobby, Matlock und MacGyver. Ein Casting auf die Hauptrolle in Miami Vice verlief erfolglos, die Rolle ging stattdessen an Don Johnson. In dem Fernsehfilm Das dreckige Dutzend 2 spielte er entgegen seiner üblichen Besetzung in freundlichen Rollen einen psychopathischen Killer. Mitunter war Wilcox seit den 1980er-Jahren im Filmgeschäft auch als Filmproduzent und -regisseur tätig. Seit Ende der 1990er-Jahre steht Wilcox nur noch selten vor der Kamera, stattdessen verließ er das Schauspielgeschäft weitgehend und leitete eine pharmazeutische Firma in Südkalifornien.
Bereits am 29. März 1969 heiratete er Judy Wagner und bekam mit ihr zwei Kinder: Derek und Heidi. Nach knapp 10 Jahren ließ er sich scheiden. 1980 heiratete er nochmals, am 11. April 1980 gab er Hannie Strasser, einer Dänin, die er während Dreharbeiten zu CHiPs kennengelernt hatte, das Ja-Wort. Mit ihr bekam er Wendy. Kurze Zeit später erfolgte auch hier die Scheidung. Seine derzeitige Ehefrau Harlene Harmon Wilcox heiratete er am 22. April 1986 und bekam mit ihr zwei Kinder: Ryan und Chad. Mit ihr lebt er auf seiner Ranch im San Fernando-Tal unweit von Los Angeles.

## Filmografie (Auswahl)
- 1971: Mr. and Mrs. Bo Jo Jones (Fernsehfilm)
- 1971–1973: Lassie (Fernsehserie, 24 Folgen)
- 1973: The Great American Beauty Contest (Fernsehfilm)
- 1973: Cannon (Fernsehserie, eine Folge)
- 1973: Die Partridge Familie (The Partridge Family, Fernsehserie, Folge 4x09)
- 1973/1976: Die Straßen von San Francisco (The Streets of San Francisco, Fernsehserie, 2 Folgen)
- 1973–1978: Walt Disneys bunte Welt (Walt Disney's Wonderful World of Color, Fernsehserie, 3 Folgen)
- 1974: Hawaii Fünf-Null (Hawaii Five-O, Fernsehserie, Folge 7x01)
- 1975: Fluchtweg Canyon (Death Stalk, Fernsehfilm)
- 1975: Luftpiraten (Sky Hei$t, Fernsehfilm)
- 1976: Der Letzte der harten Männer (The Last Hard Men)
- 1977: M*A*S*H (Fernsehserie, Folge 5x20 Leibarzt gesucht)
- 1977: Auf der Fährte des Todes (Relentless, Fernsehfilm)
- 1977–1982: CHiPs (Fernsehserie, 116 Folgen)
- 1979: Der letzte Coup der Dalton Gang (The Last Ride of the Dalton Gang, Fernsehfilm)
- 1980/1986: Love Boat (The Love Boat, Fernsehserie, 2 Folgen)
- 1983: Highschool Killer (Deadly Lessons, Fernsehfilm)
- 1984: Fantasy Island (Fernsehserie, Folge Dark Secret/The Outrageous Mr. Smith)
- 1984: Hardcastle & McCormick (Fernsehserie, Folge 2x01 Der gekaufte Pokal)
- 1984: Hotel (Fernsehserie, 2 Folgen)
- 1985: Das Dreckige Dutzend 2 (The Dirty Dozen: The Next Mission, Fernsehfilm)
- 1986–1992: Mord ist ihr Hobby (Murder, She Wrote, Fernsehserie, „Pulverfass“ + 3 weitere Folgen)
- 1987: Mike Hammer (Mickey Spillane's Mike Hammer, Fernsehserie, Folge 3x13)
- 1987: Matlock (Fernsehserie, Folge 1x17)
- 1988: Perry Mason und die Fehlurteile (Perry Mason: The Case of the Avenging Ace, Fernsehfilm)
- 1988: Mission Manila
- 1991: MacGyver (Fernsehserie, eine Folge)
- 1993: Loaded Weapon 1
- 1994: Junge Schicksale (ABC Afterschool Specials, Fernsehserie, Folge 23x01)
- 1995: The Little CHP (auch Regisseur)
- 1997: Pacific Blue – Die Strandpolizei (Pacific Blue, Fernsehserie, Folge 3x14)
- 1998: Profiler (Fernsehserie, Folge 2x14)
- 1998: CHiPs '99 (Fernsehfilm)
- 2000: The Thundering 8th
- 2009: 30 Rock (Fernsehserie, Folge 4x08 Frohes Merlinpeen, Kenneth!)
- 2016: 94 Feet
- 2019: Wish Man
- 2021: Forgiven This Gun4hire